# 天水縣
天水縣，中國曾經設置的一個縣，在今甘肅省天水市。

## 沿革

### 五代
後唐长兴三年（932年），以秦州赤砂、染坊、夕陽、南臺、鐵務五鎮置天水縣，治所在今甘肅省天水市秦州區西南。

### 宋元
南宋紹興元年（1131年），天水縣陷於金朝。紹興十三年（1143年），得天水縣，改隸成州。嘉定元年（1208年），割成州天水縣置天水軍，僅領天水一縣。宝祐六年（1258年），天水縣陷於大蒙古國。
大蒙古國佔領天水縣後，廢除天水軍，以天水縣屬成州。至元七年（1270年），省天水縣入成州。

### 中華民國
民國2年（1913年），全国废州。4月，廢除秦州直隸州，以其直轄地置天水縣:147，為隴南道道尹駐地。民國3年（1914年）5月，隴南道改名渭川道，仍治天水縣。民國16年（1927年），廢渭川道，天水縣直隸於甘肅省。民國24年（1935年），甘肅省設置行政督察區，天水縣為第四區專署駐地。1947年时，为一等县:147。
民國38年（1949年）8月3日，中国人民解放军占领天水县。8月6日，割天水縣城置天水市。8月8日，天水县人民政府成立，隸天水分区行政督察专员公署。

### 中華人民共和國
1951年，天水分区行政督察专员公署改称天水区专员公署，天水县仍隸之。1955年，天水区专员公署改称天水专员公署，天水县仍隸之。1955年6月，天水县人民政府改称天水县人民委员会。1958年12月，天水县併入天水市。
1961年12月，分天水市復置天水縣。1968年3月25日，成立天水县革命委员会。1969年，天水专区改称天水地区，天水县仍隸之。1980年12月，天水县撤销革命委员会，恢复人民政府。
1985年7月，撤销天水地区，設立地级天水市，天水县改称北道区。

## 面积、人口
- 民國初：14.4万人
- 1929年：7.61万人
- 1935年：15.45万人
- 1947年：中華民國內政部编撰的《中華民國行政區域簡表》中，天水县县域面积约为6842.88平方公里，人口292981人[4]:147
- 1949年：21.21万人
- 1955年：25.8932万人
- 1960年：26.1146万人
- 1965年：28.7562万人
- 1970年：33.8544万人
- 1975年：39.9792万人
- 1980年：43.0184万人
- 1985年：46.8551万人[9]

## 長官
天水縣令/知天水縣事（932年－1258年）
- 刘宥（知天水縣事，南宋）

天水縣知事（1913年－1927年）
- 卢应麟（1913年－）
- 康嗣晋（1914年）
- 张绍文（1914年）
- 刘秉堃（1914年）
- 张绍烈（1914年）
- 孔庆荃（1914年－）
- 熊远猷
- 徐培华
- 舒绍伊
- 张庆珍
- 刘锡龄
- 郑震谷
- 王桢（1925年）
- 姜檀生（1925年－1926年）
- 蔡文征（1926年－1927年）

天水縣縣長（1927年－1949年）
- 杨展云（1927年－1928年）
- 姚展（1929年）
- 江仁纯（1929年－1930年5月）
- 纪融（1930年）
- 李震乙（1930年）
- 安澜（1931年）
- 魏振华（1931年）
- 杨作栋（1931年）
- 马美如（1931年）
- 张秀峰（1932年）
- 杨瑞霆（1933年）
- 王静涵（1933年）
- 王义训（1933年－1935年）
- 庄以绥（1935年－1936年）
- 卢广绩（兼，1936年）
- 安立绥（兼，1937年－1938年）
- 黄炘（1938年－1939年）
- 叶忆淝（1939年）
- 李尊青（1940年）
- 吴长涛（1940年）
- 王汉杰（1941年）
- 张仰文（1941年－1943年）
- 邵清淮（1944年－1945年）
- 方定中（1945年－1946年）
- 邓宏逖（1946年－1947年）
- 高德卿（1947年－1949年）

天水縣人民政府縣長（1949年－1955年）
- 张明道（1949年）
- 吴岳（1949年－1950年）
- 甄昶（1950年－1953年）
- 张一之（代，1953年－1954年）
- 吴庆安（1954年－1955年）

天水縣人民委員會縣長（1955年－1958年）
- 吴庆安（1955年－1958年）
- 马文彬（1958年）

天水縣人民委員會縣長（1961年－1967年）
- 赵锁会（1961年－1965年）
- 李春明（1965年－1967年）

天水縣革命委員會主任（1968年－1980年）
- 赵文礼（1968年－1972年）
- 魏举（1972年－1975年）
- 李则民（1975年－1978年）
- 刘枢（1978年）
- 王承基（1978年－1980年）

天水縣人民政府縣長（1980年－1985年）
- 王承基（1980年－1983年）
- 王全忠（1983年－1985年）[10][11]